# Stephen Katz (bruiteur)
Pour les articles homonymes, voir Steve Katz et Katz.
Stephen Katz ou Steve Katz est un technicien des effets sonores américain.

## Biographie
Stephen Katz est né en 1945 et commence sa carrière cinématographique comme ingénieur aux Dolby Laboratories. Son premier crédit pour un film est Nashville (1975). Il est par la suite régulièrement engagé sur des films comme Star Wars, épisode IV : Un nouvel espoir (1977) ou Rencontres du troisième type (1977). Sur ce dernier, il est responsable du bruit d'un hélicoptère dans une salle de cinéma et a été sélectionné pour un British Academy Film Award du meilleur son. En 1979, il est engagé par les studios Disney comme consultant sur Le Trou noir et assiste William J. Wylie.

## Filmographie
- 1975 : Nashville
- 1976 : The River Niger
- 1976 : L'Âge de cristal
- 1976 : Une étoile est née
- 1977 : La Guerre des étoiles
- 1977 : Rencontres du troisième type
- 1978 : Modulation de fréquence
- 1978 : La Dernière Valse
- 1978 : Les Moissons du ciel
- 1978 : Le Seigneur des anneaux
- 1978 : Voyage au bout de l'enfer
- 1979 : The Kids Are Alright
- 1979 : The Rose
- 1979 : Le Trou noir
- 1980 : Au-delà du réel
- 1981 : La Main du cauchemar
- 1981 : Nice Dreams (en)
- 1981 : À nous la victoire
- 1984 : La Rivière